# 벨러미 영
벨러미 영(Bellamy Young, 1970년 2월 19일 ~ )은 미국의 배우, 제작자, 가수이다. ABC 드라마 《스캔들》(2012-18)을 통해 2014년 제4회 크리틱스 초이스 텔레비전상 드라마 시리즈 부문 여우조연상을 수상하였다.

## 출연 작품

### 영화
- 위 워 솔저스 (2002) - 캐서린 멧스커 역
- 시간의 주름 (2018)

### 텔레비전
- 스캔들 (2012-18)